# Sunset Acres
Sunset Acres – jednostka osadnicza w Stanach Zjednoczonych, w stanie Teksas, w hrabstwie Webb.